# 金門鎮總兵
金門鎮總兵是金門鎮的主官，是清朝的總兵之一，官品為正二品:20。辦公處所金門鎮總兵署位於金門後浦。此官職創立於清康熙十九年（1680年），於清同治七年（1868年）裁撤，改置金門協副將:34。

## 歷任總兵

### 康熙朝
| 姓名   | 背景   | 上任時間               | 備註                                 |
| ------ | ------ | ---------------------- | ------------------------------------ |
| 陳龍   | 龍溪人 | 康熙十九年（1680年）   |                                      |
| 藍瑗   | 漳浦人 | 康熙三十五年（1696年） |                                      |
| 崔士英 | 遼東人 | 康熙四十二年（1703年） |                                      |
| 朱光祖 | 羅源人 | 康熙四十五年（1706年） |                                      |
| 黃英   | 羅源人 | 康熙五十二年（1713年） | 康熙六十年（1721年）權臺灣鎮總兵:264 |

### 雍正朝
| 姓名   | 背景   | 上任時間             | 備註 |
| ------ | ------ | -------------------- | ---- |
| 聶國翰 | 山西人 | 雍正元年（1723年）   |      |
| 徐日昇 | 惠安人 | 雍正元年（1723年）   |      |
| 謝希賢 | 詔安人 | 雍正二年（1724年）   |      |
| 林秀   | 漳浦人 | 雍正四年（1726年）   |      |
| 朱文   | 晉江人 | 雍正六年（1723年）前 |      |
| 冉起鳳 | 漳浦人 | 雍正六年（1728年）   |      |
| 許良彬 | 海澄人 | 雍正六年（1728年）   |      |
| 陳祖訓 | 海澄人 | 雍正六年（1728年）   |      |
| 湯寬   | 潮陽人 | 雍正七年（1729年）   |      |
| 張起雲 | 大寧人 | 雍正七年（1729年）   |      |
| 康陵   | 海澄人 | 雍正八年（1730年）   |      |
| 李之棟 | 寧夏人 | 雍正十年（1732年）前 |      |
| 呂瑞麟 | 莆田人 | 雍正十一年（1733年） |      |
| 許國騰 | 龍海人 | 雍正十二年（1734年） |      |
| 高得志 | 崇明人 | 雍正十三年（1735年） | 署   |
| 魏國泰 | 同安人 | 雍正十三年（1735年） |      |

### 乾隆朝
| 姓名   | 背景       | 上任時間                     | 備註   |
| ------ | ---------- | ---------------------------- | ------ |
| 林君陞 | 同安人     | 乾隆六年（1741年）           |        |
| 孟伍進 | 江寧人     | 乾隆七年（1742年）           |        |
| 陳謝勇 | 南澳人     | 乾隆十年（1745年）           |        |
| 徐世貴 | 廣東人     | 乾隆十三年（1748年）         |        |
| 馬負書 | 鑲黃旗漢軍 | 乾隆十六年（1751年）         |        |
| 馮匯   | 義烏人     | 乾隆十六年（1751年）         |        |
| 黃正綱 | 羅源人     | 乾隆十八年（1753年）         |        |
| 楊天柱 | 通州人     | 乾隆十八年（1753年）         |        |
| 游金輅 | 莆田人     | 乾隆廿一年（1756年）         |        |
| 談秀   | 新會人     | 乾隆廿六年（1761年）         |        |
| 楊元超 | 吳州人     | 乾隆三十年（1765年）         |        |
| 龔宣   | 通州人     | 乾隆卅五年（1770年）         |        |
| 顏鳴皋 | 梅州人     | 乾隆卅八年（1773年）         |        |
| 金彪   |            | 乾隆卅八年（1773年）         | 未到任 |
| 伍十太 |            | 乾隆卅八年（1773年）十二月   | 護     |
| 藍元枚 | 漳浦人     | 乾隆卅八年（1773年）         |        |
| 金蟾桂 | 華亭人     | 乾隆四十年（1775年）         |        |
| 招成萬 | 吳川人     | 乾隆四十一年（1776年）十二月 | 護     |
| 魏大斌 | 嘉應州人   | 乾隆四十六年（1781年）八月   | 署     |
| 羅英笈 | 沙縣人     | 乾隆四十七年（1781年）七月   |        |
| 何俊   | 上虞人     | 乾隆四十八年（1782年）四月   | 署     |
| 張潮   | 鄞縣人     | 乾隆四十八年（1782年）十一月 | 護     |
| 馬龍   | 西寧人     | 乾隆五十四年（1789年）       | 署     |
| 李芳園 | 海陽人     | 乾隆五十四年（1789年）       |        |
| 富森布 | 滿州人     | 乾隆六十年（1795年）         |        |

### 嘉慶朝
| 姓名   | 背景       | 上任時間                 | 備註 |
| ------ | ---------- | ------------------------ | ---- |
| 李南馨 | 廣東長樂人 | 嘉慶二年（1797年）       |      |
| 馮建功 | 寶山人     | 嘉慶四年（1799年）       |      |
| 何定江 | 香山人     | 嘉慶五年（1800年）       |      |
| 羅江泰 | 黃巖人     | 嘉慶八年（1803年）       | 署   |
| 吳奇貴 | 定海人     | 嘉慶九年（1804年）       |      |
| 許松年 | 瑞安人     | 嘉慶十年（1805年）       |      |
| 陳琴   | 福建惠安人 | 嘉慶十五年（1810年）正月 | 署   |
| 朱天奇 | 黃巖人     | 嘉慶十五年（1810年）     |      |
| 陳夢熊 | 侯官人     | 嘉慶十六年（1811年）     | 署   |
| 林孫   | 海澄人     | 嘉慶十七年（1812年）     | 署   |
| 郭繼青 | 定海人     | 嘉慶廿二年（1817年）     |      |

### 道光朝
| 姓名   | 背景         | 上任時間                   | 備註 |
| ------ | ------------ | -------------------------- | ---- |
| 楊繼勛 | 閩縣人       | 道光元年（1821年）         | 護   |
| 潘汝渭 | 吳州人       | 道光三年（1823年）         | 署   |
| 明保   | 正白旗漢軍人 | 道光三年（1823年）         |      |
| 陳化成 | 同安人       | 道光三年（1823年）         |      |
| 邵永福 | 江陰人       | 道光六年（1826年）         | 署   |
| 武定太 | 定海人       | 道光八年（1828年）         | 署   |
| 竇振彪 | 吳州人       | 道光十年（1830年）         |      |
| 陳步云 | 瑞安人       | 道光十五年（1835年）       | 署   |
| 沈河清 | 廣東人       | 道光廿一年（1841年）       | 署   |
| 楊登俊 | 長汀人       | 道光廿一年（1841年）二月   |      |
| 江繼芸 | 福清人       | 道光廿一年（1841年）五月   |      |
| 詹功顯 | 福清人       | 道光廿三年（1843年）八月   |      |
| 施得高 | 福清人       | 道光廿三年（1843年）十一月 |      |
| 陳顯生 | 同安人       | 道光廿四年（1844年）       | 署   |

### 咸豐朝
| 姓名   | 背景   | 上任時間               | 備註   |
| ------ | ------ | ---------------------- | ------ |
| 林建猷 | 同安人 | 咸豐元年（1851年）三月 | 署     |
| 孫鼎鰲 | 浙江人 | 咸豐三年（1854年）     | 署     |
| 鍾寶三 | 上杭人 | 咸豐三年（1854年）     |        |
| 陳國泰 | 廣州人 | 咸豐四年（1855年）     | 未到任 |
| 蔡潤澤 | 同安人 | 咸豐四年（1855年）七月 | 護     |
| 薛師儀 | 金門人 | 咸豐十一年（1861年）   | 護     |
| 陳宗凱 | 廈門人 | 咸豐十一年（1861年）   | 護     |

### 同治朝
| 姓名   | 背景   | 上任時間           | 備註                                                 |
| ------ | ------ | ------------------ | ---------------------------------------------------- |
| 許揚州 | 金門人 | 同治元年（1862年） | 護                                                   |
| 王東華 |        | 同治二年（1863年） |                                                      |
| 郭定猷 | 廣東人 | 同治四年（1865年） | 護。同治七年（1865年）裁金門鎮總兵後，署金門協副將。 |